# Rue Jean-Mermoz
La rue Jean-Mermoz (anciennement rue Montaigne) est une voie du 8e arrondissement de Paris.

## Situation et accès
Elle commence rond-point des Champs-Élysées-Marcel-Dassault et se termine rue du Faubourg-Saint-Honoré. Elle s'est appelée « rue Montaigne » jusqu'en 1937 (à ne pas confondre avec l'avenue Montaigne).
Ce site est desservi par les lignes de métro 1 et 9 à la station Franklin D. Roosevelt.

## Origine du nom

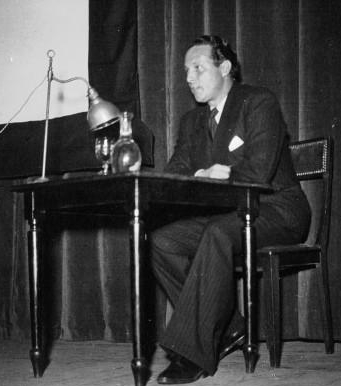
Jean Mermoz, en 1935.

Elle porte le nom de l'aviateur Jean Mermoz (1901-1936), figure légendaire de l'Aéropostale, surnommé l'Archange. Il disparaît dans l'Atlantique à 34 ans. Sa disparition est vécue en France comme une catastrophe nationale. Cependant, en raison de l'engagement politique de Mermoz dans les Croix-de-feu, la Musique de l'Air ne participe pas à la cérémonie de baptême de la rue.

## Historique
Charles-Philippe d'Artois était, en 1790, propriétaire d'un vaste terrain qui faisait partie de l'ancien Colisée, luxueux établissement de plaisir qui exista de 1771 à 1780.
Sous la Révolution française, ce terrain fut saisi et vendu comme bien national le 6 thermidor an III (24 juillet 1795) après avoir été divisé en dix lots. Une nouvelle rue fut tracée sur une partie de ces terrains qui reçut le nom de « rue Montaigne » en 1804, en l'honneur de Michel de Montaigne. 
Un arrêté ministériel du 6 thermidor an XII (25 juillet 1804) avait fixé la largeur de la rue à 14,40 mètres, mais celle-ci fut réduite à 10,80 mètres par une décision ministérielle du 18 ventôse an XIII (8 mars 1805).
Au débouché de la rue Rabelais, du côté des numéros impairs, se trouvaient en 1830 les écuries du duc d'Orléans.
La rue prend sa dénomination actuelle le 4 février 1937.

## Bâtiments remarquables et lieux de mémoire

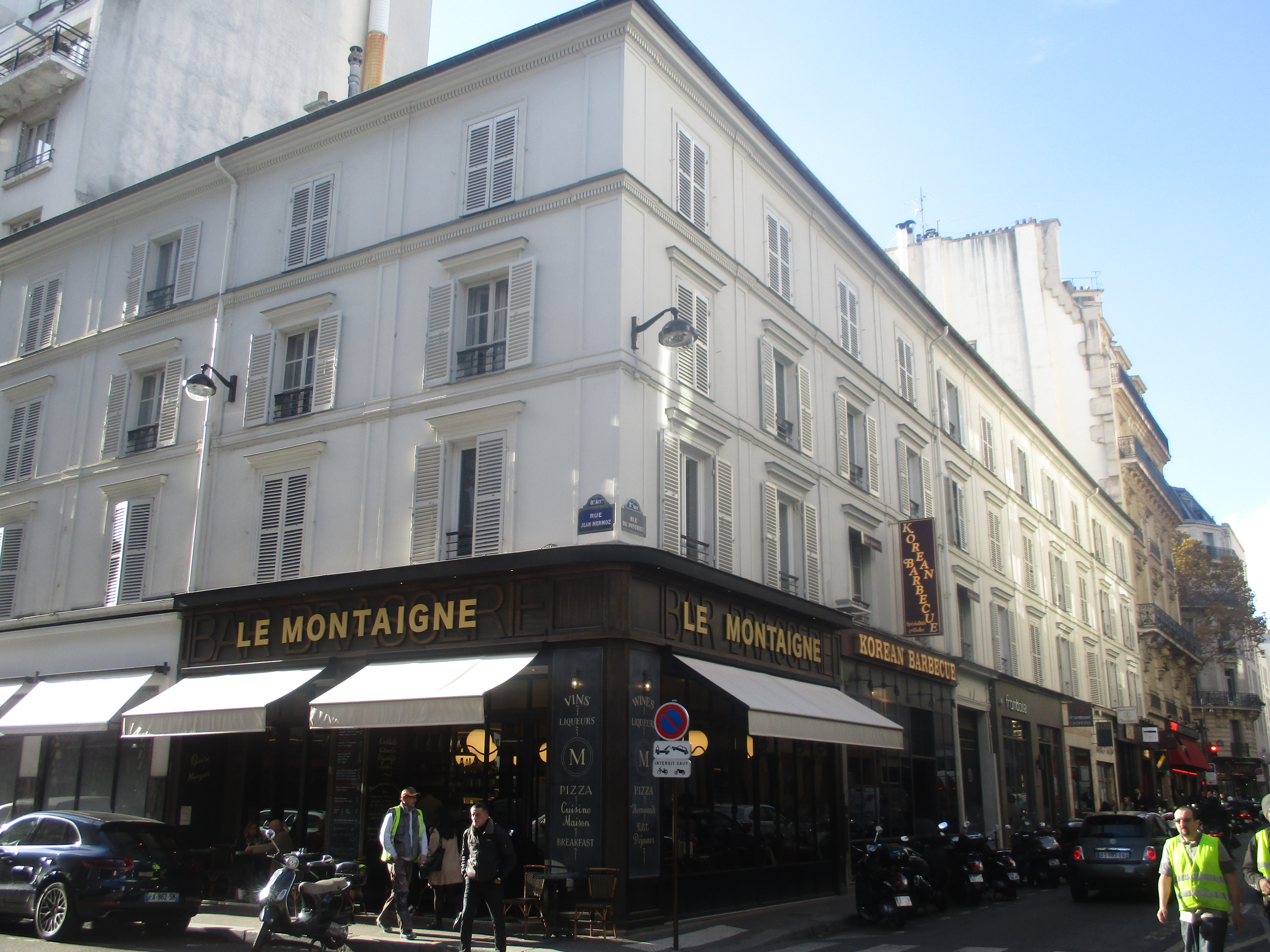
Café Le Montaigne à l'angle de la rue de Ponthieu.

- No 2 : emplacement de l'hôtel meublé Meyerbeer (en 1910)[1]. C'est là que le compositeur Giacomo Meyerbeer mourut en 1864.
- No 6 : le clown Footit y a tenu un bar vers 1920.
- No 9 à 19 : emplacement des écuries de la duchesse de Berry[2].
- No 12 : immeuble moderne construit à l'emplacement d'une maison où Léon Gambetta vécut de 1871 à 1878.
- No 17 : le 17 mars 1887, Marie Régnault, dite Régine de Montille, sa femme de chambre Marie Grémeret, et la fille de cette dernière, Marie, âgée de 9 ans, sont égorgées dans cet immeuble[3] ; reconnu coupable de ces crimes, Henri Pranzini est guillotiné le 31 août 1887. Cette histoire sordide émeut la France et notamment la jeune Thérèse Martin et confirmera sa vocation de Carmélite.
- No 19 : à cette adresse se trouvait dans les années 1920 la galerie Montaigne, exposant les œuvres de Yves Alix, Bosshard, Chabaud, Laboureur, Makowski, Raoul Dufy et autres[4].
- No 20 : en 1972, premier immeuble au monde à se voir pourvu d'un digicode[5].
- No 25 : l'homme politique Émile de Marcère (1828-1918) habitait dans cet immeuble en 1910[1].
- No 30 : en 1955 y ouvre l'hôtel Élysées-Mermoz ; en 2022, il est rebaptisé « Nuage »[6].
- Dans leur jeunesse, Alain Delon et Dalida ont vécu dans un hôtel de cette rue[7].